# Jehu Eyre

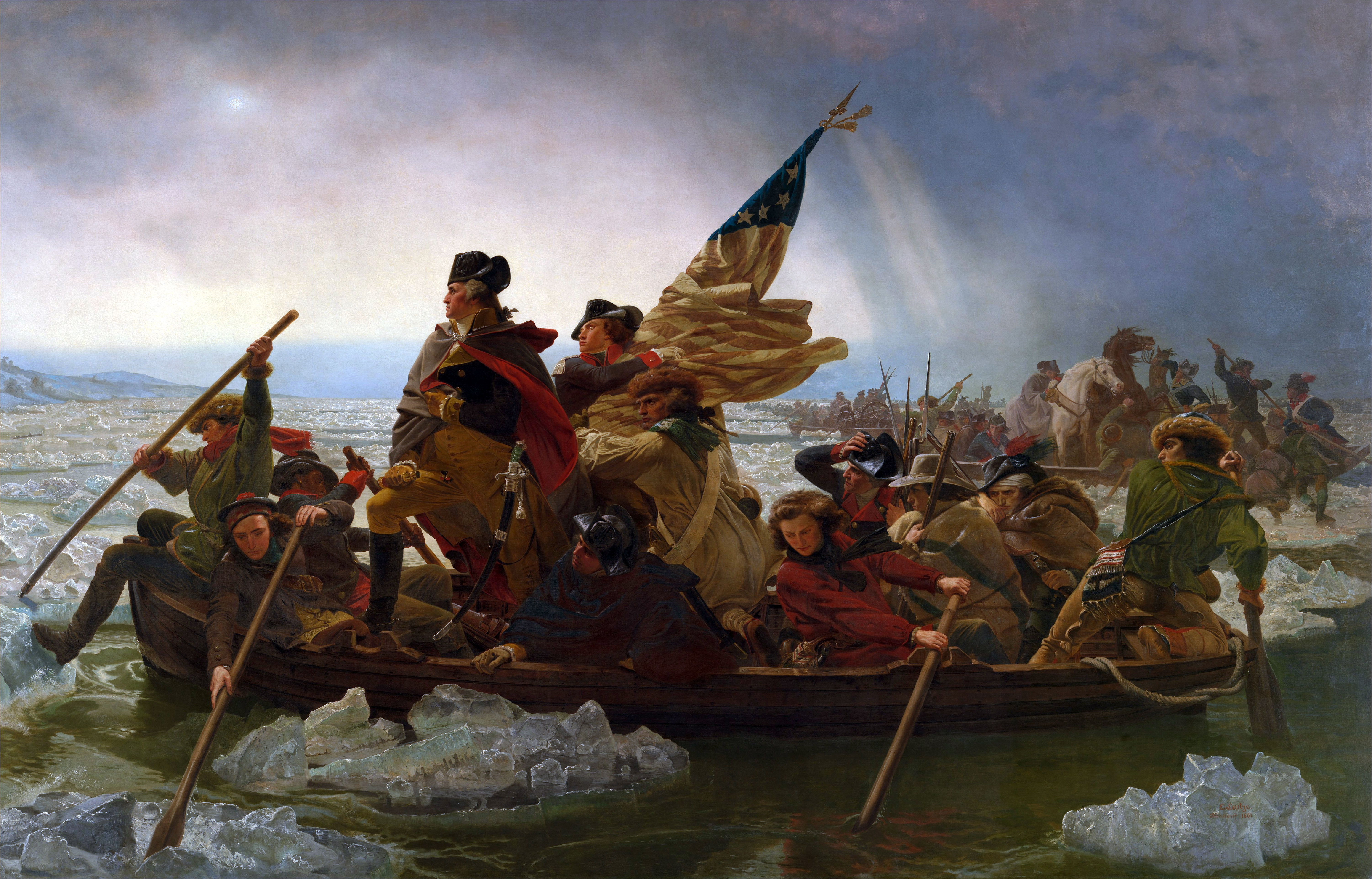
Jehu Eyre asesoró y combatió junto a George Washington, con el que cruzó el río Delaware en 1776.

Jehu Eyre , también conocido como Ayer  (10 de enero de 1738 – 23 de julio de 1781), fue un comerciante estadounidense, veterano de la guerra franco-india y de la guerra de Independencia de los Estados Unidos, así como miembro de la influyente familia Eyre, la cual jugó un papel decisivo en la Revolución de las Trece Colonias y al principio de la República. El padre de Jehu, George, había emigrado hacia el Nuevo Mundo en el año 1727 y, además, cabe añadir que su familia descendía de una de las ramas de la nobleza inglesa más antiguas.
Eyre nació en Burlington, Nueva Jersey, y contrajo nupcias con Lydia Wright Eyre el 28 de diciembre de 1761, momento en el que Jehu tenía veintitrés años. El hermano de Jehu, Manuel, quien también formaba parte del Ejército Continental[cita requerida], se había casado con la hermana de Lydia, Martha, el 8 de enero del mismo año. Jehu y Lydia Eyre tuvieron cinco hijos en total: George (en honor a su abuelo), Jehu Jr., Franklin, Sarah y Lydia (llamada así por su madre).
Eyre luchó junto con George Washington en la guerra franco-india, ocupando el puesto de líder estratega y jefe de artillería de la provincia de Pensilvania. Eyre y Washington participaron juntos en la batalla de la Monongahela el 9 de julio de 1755, cuando las fuerzas militares bajo el liderazgo del general inglés Edward Braddock fueron derrotadas por el ejército enemigo, el cual estaba compuesto por unidades francesas y por indígenas americanos.
Eyre escribiría más tarde acerca de esa carnicería:
«Cuando llegamos al lugar por donde habían cruzado el río Monongahela, vimos muchos huesos de cadáveres a lo largo de la orilla. Seguimos el camino durante casi dos kilómetros y medio, donde comenzó el primer combate, y los huesos eran tan abundantes como las hojas que había en el suelo, por lo que se sobreponían casi un kilómetro a lo largo y casi un metro a lo ancho».
Eyre actuó bajo las órdenes de Washington en Valley Forge durante el invierno de 1776-1777. Washington les encargó a él y a sus hermanos construir algunos navíos en los astilleros de la familia Eyre en Kensington, ahora parte de Filadelfia, para la causa independentista, y estos proporcionaron algunos de los primeros barcos de la Armada Continental. La primera cañonera de la Armada Estadounidense fue construida bajo la supervisión de la familia Eyre. Bautizada «Bull Dog», levó anclas en Kensington el 26 de julio de 1775.[cita requerida] Aquel año, Eyre y sus trabajadores también unieron fuerzas para defender Filadelfia, la cual era conocida como la «Kensington Artillery».
Una de las fragatas construidas por la familia Eyre, The Alliance, llevó al Marqués de La Fayette a Francia en 1779, uniéndose después a la flota de John Paul Jones.
El 25 de diciembre de 1776, Jehu Eyre «estaba a cargo de los barcos» cuando George Washington cruzó el río Delaware, un éxito rotundo y una batalla crucial que salvaron a la Revolución de un final prematuro. 
En la batalla de Brandywine, Eyre combatió junto a su compañía de artillería para finalizar la toma de Filadelfia, pero sus esfuerzos fueron infructuosos. Después de la ocupación británica en la ciudad en 1777, las obras navales en Kensington fueron destruidas, las cuales serían reconstruidas por los descendientes de Jehu tras el término del conflicto.  La mansión de los Eyre, uno de los principales objetivos de los británicos, fue saqueada aquel invierno.
Los hermanos de Eyre también estuvieron muy involucrados en la Revolución, y tanto sus sobrinos como sus propios hijos continuaron siendo influyentes jefes de negocios durante varias generaciones después de la guerra.[cita requerida]
Durante el conflicto, los astilleros de Eyre fueron destruidos y su casa fue arrasada, acumulando una pérdida total de 6392 libras a partir de 1778. Dichos daños nunca le fueron compensados ni a él ni a su familia.
Eyre murió de  malaria en Filadelfia, Pensilvania. Sus memorias fueron publicadas más tarde con el nombre de The Memorials of Colonel Jehu Eyre. En 1853, sus restos fueron trasladados desde el cementerio de la familia Coates y fue enterrado nuevamente en el cementerio de Laurel Hill en Filadelfia, donde se había construido una cripta para la familia Eyre.
Hoy en día es posible encontrar un retrato de Jehu Eyre en la galería Trumbull de la Universidad Yale.